# Perlaka
Perlaka (horvátul: Privlaka) falu és község Horvátországban Vukovár-Szerém megyében. 

## Fekvése
Vukovártól légvonalban 21, közúton 27 km-re délnyugatra, Vinkovcétól 10 km-re délre, a Nyugat-Szerémségben, a Vinkovce–Zsupanya vasútvonal mentén, Vinkovce és Atak között, a Báza jobb partja közelében fekszik.

## Története
Az itt talált régészeti leletek tanúsága szerint területe már az őskorban lakott volt. A Bosut partján egy több korszak rétegeiből álló őskori dombvidéki települést fedeztek fel. A neolitikumban a Sopot kultúra egy töltéssel és várárokkal körülvett és erődített települése állt itt, melyet a bronzkorban is laktak. A ma leginkább látható maradványok (erősen égett, sárral tapasztott falak, széles és mély sáncok, házak padlóinak maradványai) főként a késő vaskorból (i. e. 1. és 2. század) származnak. A domboldaltól nyugatra egy avar-szláv temetőt fedeztek fel benne 230 sírral (8. és 9. század). Közülük is kiemelkedik egy avar harcos sírja benne pazar felszerelésekkel (gazdagon díszített, aranyozott lószerszámdíszek). A Perlaka és Atak közötti út mentén 276 bronz tárgyat (fibulákat, tűket, karkötőket, lándzsahegyeket, tőröket, kardokat) találtak, amelyek a késő bronzkorból származnak.
A település első írásos említése 1332-ben a pápai tizedjegyzékben „Porlak”, „Purlak” alakban történt. Ez alapján bizonyos, hogy a falunak már ekkor temploma és plébániája volt, melyről azonban semmit sem tudunk. Ezt követő írásos említése 1473-ban a boszniai káptalan Báthori István országbíró parancsára Mátyás királyhoz írt jelentésében történt nemesi névben „Syrgyth de Perlak” alakban egy panaszos ügy kivizsgálásával kapcsolatban. A török 1536-ban szállta meg ezt a területet és 1691-ig volt uralma alatt. Végleges felszabadulását a karlócai béke szentesítette. 

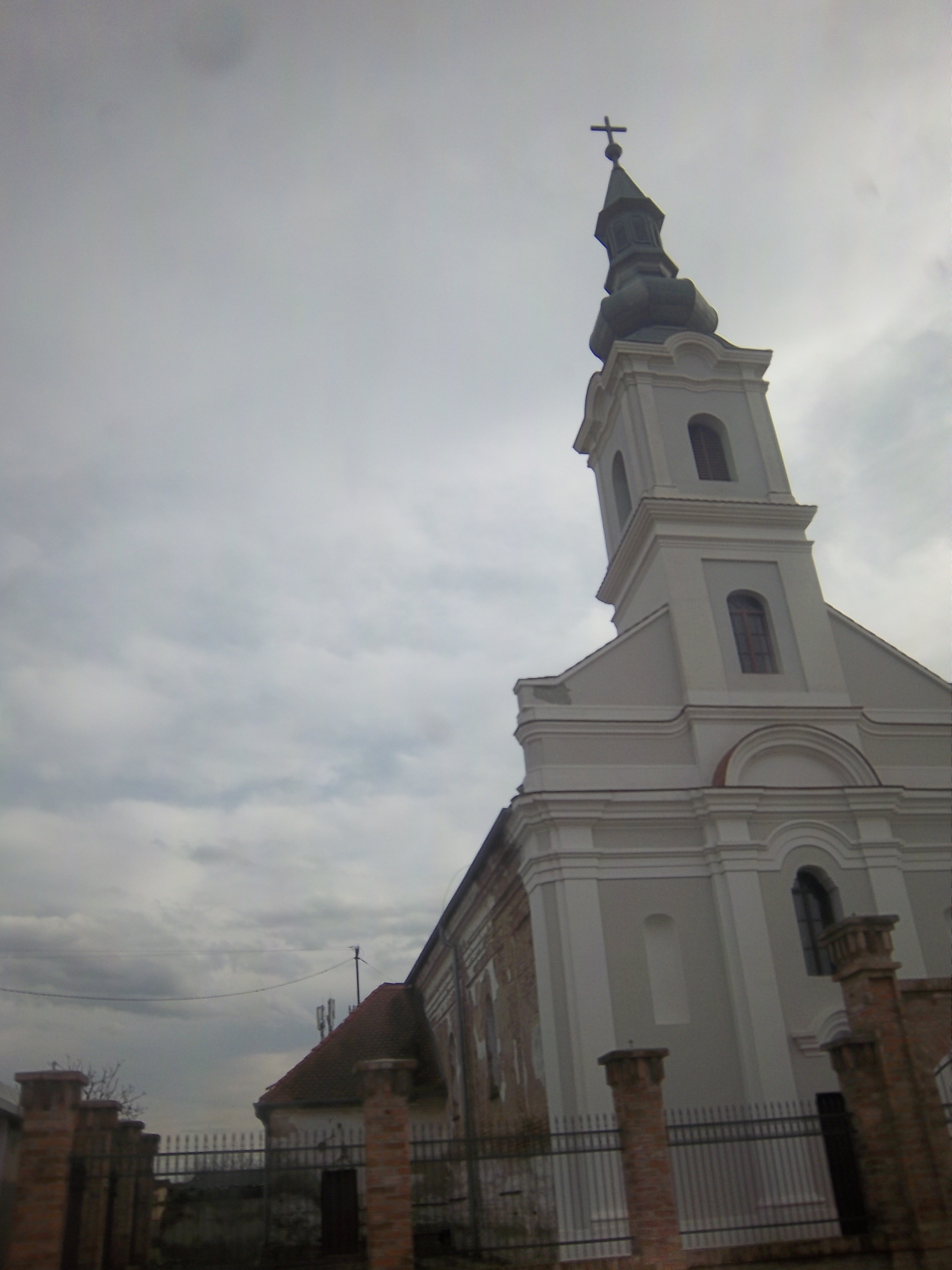
A régi barokk plébániatemplom

A török kiűzését követően Boszniából érkezett katolikus horvátokkal, sokácokkal telepítették be. A település egyházi szempontból az ataki plébánia területére esett esett. Amikor 1708-ban Vietri, az itteni területek császári főbiztosa leírta a plébániák állapotát ezen a vidéken, Atakon talált egy plébániatemplomot, a négy hozzá tartozó falunak pedig Perlakán javasolta egy új templom építését. 1729-ben a püspöki vizitáció egy templomot talált Perlakán, melyet a Szent Kereszt felmagasztalására szenteltek és fából készült. Mellette volt egy régi temető, ami azt jelenti, hogy a templomot a temetőben építették. 1745-től megkezdődött a katonai határőrvidék szervezése és 1747-ben megalakították a határőrezredeket és a település a Bródi határőrezred igazgatása alá került. Az 1754-es vizitáció szerint a templom még mindig fából volt, de már Szent Márton tiszteletére volt felszentelve. 1755-ben, amikor a plébánia a ferencesek irányítása alatt volt megkezdődött a barokk templom építése. 1772-ben megalapították a falu első iskoláját. A lakosság száma a jó termőföldnek köszönhetően gyorsan növekedett. 1789-ben már 1460 volt a katolikus hívek száma és a plébániának két temploma volt a régi fatemplom és az új barokk plébániatemplom.
Az első katonai felmérés térképén „Privlaka” néven található. Lipszky János 1808-ban Budán kiadott repertóriumában „Privlaka” néven szerepel. Nagy Lajos 1829-ben kiadott művében „Privlaka” néven 280 házzal, 1293 katolikus és 159 ortodox vallású lakossal találjuk.
A településnek 1857-ben 1617, 1910-ben 1931 lakosa volt. Szerém vármegye Vinkovcei járásához tartozott. Az 1910-es népszámlálás adatai szerint lakosságának 80%-a horvát, 8%-a szerb, 3%-a német, 1%-a magyar anyanyelvű volt. A település az első világháború után az új szerb-horvát-szlovén állam, majd később (1929-ben) Jugoszlávia része lett. 
1941 és 1945 a Független Horvát Államhoz tartozott, majd a szocialista Jugoszlávia fennhatósága alá került. 1991-től a független Horvátország része. 1991-ben lakosságának 96%-a horvát nemzetiségű volt. A településnek 2011-ben 2954 lakosa volt.

## Népessége
| Lakosság változása | Lakosság változása | Lakosság változása | Lakosság változása | Lakosság változása | Lakosság változása | Lakosság változása | Lakosság változása | Lakosság változása | Lakosság változása | Lakosság változása | Lakosság változása | Lakosság változása | Lakosság változása | Lakosság változása | Lakosság változása |
| ------------------ | ------------------ | ------------------ | ------------------ | ------------------ | ------------------ | ------------------ | ------------------ | ------------------ | ------------------ | ------------------ | ------------------ | ------------------ | ------------------ | ------------------ | ------------------ |
| 1857               | 1869               | 1880               | 1890               | 1900               | 1910               | 1921               | 1931               | 1948               | 1953               | 1961               | 1971               | 1981               | 1991               | 2001               | 2011               |
| 1.617              | 1.727              | 1.680              | 1.901              | 1.818              | 1.931              | 1.800              | 1.942              | 2.005              | 2.466              | 2.925              | 3.224              | 3.368              | 3.501              | 3.776              | 2.954              |

## Gazdaság
A helyi gazdaság alapja a mezőgazdaság és az állattartás. A mezőgazdaságon belül a gabona és a takarmánynövények termesztése, az állattartáson belül a sertés, a szarvasmarha és a juhtenyésztés. A falu közelében kőolajmező van. A munkavállalók nagy része a közeli Vinkovcéra jár dolgozni és a mezőgazdasági munkát csak jövedelemkiegészítésként végzi. A gazdaság fejlesztési irányai között szerepel egy vállalkozói övezet létesítése, a közlekedés fejlesztése, az infrastruktúra kiépítése és felújítása, az erdészeti, turisztikai ágazatok, valamint az élelmiszer és fafeldolgozóipar fejlesztése.

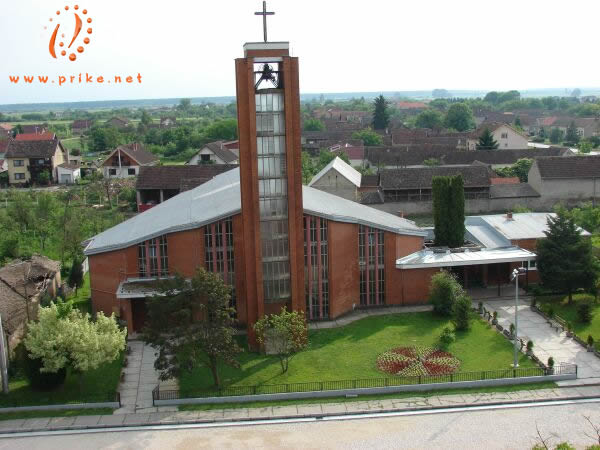
Az új plébániatemplom

## Nevezetességei
- Szent Márton tiszteletére szentelt új plébániatemplomát 1971 és 1978 között építették. Alapterülete 388 m2, mely magában foglal egy 70 m2-es hittantermet. A honvédő háború idején 1991-ben a tető és a belső tér egy gránáttalálat következtében súlyosan megsérült. A háború után fel kellett újítani.

- A régi Szent Márton templom 1782-ben épült, 1926-ban megújították. Jelenleg használaton kívül van, berendezését nagyrészt az új templomba vitték át. Felújítása 2000-ben tetőcserével kezdődött. A templom egyhajós épület, félköríves szentéllyel és az északon hozzá csatlakozó téglalap alakú sekrestyével. A harangtorony főhomlokzat felett magasodik, késő barokk toronysisak zárja le. A főhomlokzatot kissé megnyújtja egy sekély rizalit, függőlegesen pedig pilaszterek osztják fel. Az oldalsó homlokzatokat boltíves ablakok tagolják, amelyek egy részén a 19. század végéről származó ólomüveg ablakok találhatók. A sekrestye falazatát téglalap alakú ablakok tagolják. A hajót kőlapokkal burkolták.[8]

- A falu kívül áll a Fatimai Szűzanya kápolnája, melyet 2001-ben építettek a régi kisebb, rossz állapotú kápolna helyén.

- Perlaka közelében a településtől 3 km-re északkeletre található „Zvirinac - Živica” régészeti lelőhelye. Itt, a Báza magas bal partján egy középkori erődítmény maradványa található, hármas védőárokkal övezve. A helyszínt az első (1763 - 87) és a harmadik (1869-87) katonai felmérés térképein is jelölik. A település környékére vonatkozó történelmi adatok szerint a Zsivica várát 1495-ben és utána többször említik. 1495-ben  „castellum Sywycza” 1497-ben „sua Sywycha”, 1501-ben „Castellum Sywycza”, 1550-70-ben pedig „Sywycza” alakban.[9]

## Kultúra
- A KUD Ivan Domac kulturális és művészeti egyesület elődje a Seljačka sloga egyesület helyi szervezete 1936-ban alakult. 1974-ben vette fel Ivan Domac helyi festőművész nevét. Az egyesületnek három szekciója van: tamburazenekar, felnőtt folklórcsoport és gyermek folklór csoport. Őrzik a régi hagyományokat, a népdalokat, néptáncokat. Minden évben megrendezik a hálaadás vasárnapi fesztivált.

- A Klasje kulturális központot 1997-ben alapították. A központban gyermek és felnőtt folklórcsoport, színjátszókör, kézimunkakör és női rekreációs csoport működik.

## Oktatás
A faluban jelenleg a „Stjepan Antolović” Általános Iskola működik. Első iskolája még 1772-ben egyházi iskolaként nyílt meg. A falu első népiskoláját 1830-ban nyitották meg egy magánházban a 48-as szám alatt. Az iskola első tanára Ivo Topolković volt, aki 1830 és 1834 között működött itt. Ebben az időszakban az iskolának 80-90 tanulója volt. 1877-re a tanulók száma 104-re nőtt. 1893 és 1894 között a 3. és a 4. osztályos tanulókat a községi bikaistállóban helyezték el. Abban az időben Mato Vomalski és Marija Vomalski tanárok voltak ott, akik öt évig dolgoztak. Ekkor az iskola négyéves volt. 1912-ben a régi templom végében felépítették az új iskolát. Az iskola az 1957/58-as tanévre nyolcosztályos iskolává nőtte ki magát. A tanulók száma ekkor 500, az 1968/69-es tanévben pedig már 665 volt. A munkát nagyon kedvezőtlen körülmények között végezték, mivel az iskola két utcában és 4 osztályteremmel működött. Ezért 1981. április 22-én úgy döntöttek, hogy új iskolát építenek. 1982. szeptember 18-án megnyílt az új Antun Tonković Általános Iskola. Az iskola a honvédő háború után megváltoztatta nevét Stjepan Antolovićra. Az oktatásban jelenleg több mint 350 tanuló vesz részt.

## Sport
- NK Mladost Privlaka labdarúgóklub. 1951-ben alapították, a csapat a megyei 2. ligában szerepel.
- RK Privlaka Privlaka kézilabdaklub
- Cro-Cop taekwondo klub
- S.D. "Sokol" Privlaka lövészklub

## Egyesületek
A község önkéntes tűzoltó egyesületét 1926-ban alapították, ma 35 tagot számlál.